# Tadaharu Nakano
Pour les articles homonymes, voir Nakano (homonymie).
Tadaharu Nakano (中野忠晴, Nakano Tadaharu), 27 mai 1909 - 19 février 1970, est un chanteur baryton japonais de jazz et du genre musical ryūkōka, populaire pendant l'ère Shōwa.

## Biographie
Nakano naît à Ōzu dans la préfecture d'Ehime le 27 mai 1909. Son intérêt pour la musique est éveillé dans son enfance lorsqu'il entend le son d'une orgue à l'école chrétienne locale où son père est pasteur. Adolescent, il rejoint la chorale de sa congrégation où son intérêt pour la musique occidentale s'accroît. Il décrit plus tard cette expérience comme la plus grande influence sur sa carrière comme chanteur de jazz.
En 1929 il s'inscrit à la Musashino Academia Musicae (en) dont il est diplômé de la section de chant en 1932. Lors de son premier récital au printemps de cette année, Nakano interprète des morceaux extraits de L'Opéra de quat'sous de Kurt Weill présenté au Japon plus tôt cette même année. Parmi les chansons au programme de Nakano figure Mack the Knife. Il est remarqué par le compositeur Kōsaku Yamada présent dans la salle à la recherche de nouveaux talents pour la Nippon Columbia. Peu après, il signe un contrat avec le label qui fait sa promotion comme rival de son compatriote baryton et ancien de la Musashino Academia Musicae, Tamaki Tokuyama chez Nippon Victor Records.
Influencé par The Mills Brothers et les Comedian Harmonists, Nakano crée son propre groupe vocal en 1934 : Les Columbia Nakano Rhythm Boys (コロムビア・ナカノ・リズム・ボーイズ, Coromubia Nakano Rizumu Boizu). Une série de succès s'enchaîne, à commencer par leur reprise de The Alpine Milkman (山の人氣者, Yama no ninkimono) de Leslie Sarony (en). Ryōichi Hattori collabore plus tard avec Nakano et son groupe dont il compose certaines des chansons les plus mémorables. Un de leurs succès les plus controversés est Shortage Song (タリナイ・ソング, Tarinai songu) en 1940 qui fait la satire des pénuries généralisées de nourriture et de biens en temps de guerre au Japon. L'interdiction subséquente de la chanson ainsi que la répression générale de la musique de jazz par le gouvernement entraîne la dissolution des Rhythm Boys en 1941. Nakano poursuit alors une carrière solo.
Après la guerre, Nakano rejoint les King Records mais se retire rapidement du chant invoquant une blessure à la gorge. La composition devient l'activité principale de la dernière partie de sa carrière, époque durant laquelle il écrit des chansons à succès pour Chiemi Eri, Utako Matsushima, Michiya Mihashi, Hachirō Kasuga et Ichirō Wakahara.
Nakano meurt d'un cancer du poumon le 19 février 1970. Il est enterré au cimetière Zōshigaya.

## Source de la traduction
- (en) Cet article est partiellement ou en totalité issu de l’article de Wikipédia en anglais intitulé « Tadaharu Nakano » (voir la liste des auteurs).